# Neodorippe simplex
Neodorippe simplex is een krabbensoort uit de familie van de Dorippidae. De wetenschappelijke naam van de soort is voor het eerst geldig gepubliceerd in 2002 door Ng & Rahayu.